# Шмитт, Карл
Карл Шмитт (нем. Carl Schmitt, также Carl Schmitt-Dorotic; 11 июля 1888, Плеттенберг, Зауэрланд, Германия— 7 апреля 1985, там же) — немецкий правовед, философ, социолог и политический теоретик.
Шмитт является одной из самых ярких и спорных фигур в теории права и политической теории XX века, благодаря множеству работ о политической власти и политическом насилии. Известный как «коронный юрист Третьего рейха» и «заслуженный юрист Третьего рейха», Шмитт имел неоднозначную репутацию после 1945 года, его работы долгое время не использовались в научном обороте.
Труды Шмитта оказали большое влияние на последующее развитие политической теории, теории права, европейской философии и политической теории XX—XXI веков.

## Биография
Карл Шмитт, сын управляющего медицинской страховой компании, родился в католической семье в Плеттенберге, регион Зауэрланд. Он был вторым из пяти детей. Мальчик жил в католическом пансионе Аттендорне и учился в государственной гимназии. После получения аттестата зрелости Карл хотел заниматься филологией и только по настоятельному совету дяди начал изучать юриспруденцию.
Его учёба началась с летнего семестра 1907 года в Берлине. Будучи «невежественным молодым человеком скромного происхождения» из Зауэрланда, он чувствовал «сильное отторжение» среды большого города. К летнему семестру 1908 года он переехал в Мюнхен.
После двух семестров в Берлине и одного в Мюнхене Шмитт продолжил учёбу в Страсбурге. Там в 1910 году он защитил диссертацию «О вине и её видах» по уголовно-правовой тематике под руководством Фрица ван Калкера. Весной 1915 года он сдал экзамен на государственную должность асессора. В феврале 1915 года Шмитт вступил добровольцем в Баварский пехотный полк в Мюнхене, однако не был направлен на фронт, так как уже в конце марта того же года его перевели на службу к заместителю начальника штаба первого Баварского армейского корпуса.
В том же году он женился на Павле Доротич, авантюристке, выдававшей себя за испанскую танцовщицу. В 1924 году брак был аннулирован окружным судом Бонна. Через год Шмитт женился на своей бывшей студентке, сербке Душке Тодорович, хотя церковь не дала разрешение на развод. По этой причине он был отлучён от церкви вплоть до смерти второй жены в 1950 году. Во втором браке родился единственный ребёнок, дочь Анима (1931—1983).
Как юрист выступал экспертом по делу о государственном перевороте в Пруссии 1932 года. На суде выступил в защиту действий Рейхспрезидента.
Член Национал-социалистической немецкой рабочей партии с 1 мая 1933 года. В июне 1934 года Шмитт был назначен главным редактором нацистской газеты для юристов Deutsche Juristen-Zeitung («Журнал немецких юристов»).
На конгрессе «Еврейство в науке о праве» 3—4 октября 1936 года, «за пять лет до того, как нацисты предписали евреям носить шестиконечную звезду на одежде», К. Шмитт предложил помечать шестиконечной звездочкой цитаты из сочинений авторов еврейского происхождения, как переводы с еврейского языка. В том же году на Шмитта обрушиваются нападки со стороны СС и СД, его обвиняют в «оппортунизме», что влечёт за собой лишение поддержки со стороны властей и уход во «внутреннюю эмиграцию».
В 1945 году провёл более года в американском лагере для интернированных. Он не раскаивался в своей роли в создании нацистского государства и отказался от всех попыток денацификации, что лишило его возможности работать в академической сфере. В 1960-х годах Шмитт читал лекции во франкистской Испании. В своих новых публикациях он характеризовал гражданскую войну в Испании как «национально-освободительную войну» против «международного коммунизма».

## Творчество
Взгляды Шмитта формировались под влиянием католицизма, и его интересовали вопросы власти, насилия и реализации права. Наряду с интересом к государственному и конституционному праву, его публикации касались множества других дисциплин, таких как политология, социология, теология, германская филология и философия. Его широкое творчество охватывает, помимо работ по праву и политической теории, различные жанры: сатира, путевые заметки, исследования по истории идей, интерпретации германских текстов. Шмитт разработал ряд терминов и понятий, которые вошли в научный, политический и даже повседневный обиход: «политическая реальность», «политическая теология», «различение друга и врага», «отсроченный компромисс», «легальность — легитимность», «гарант конституции». Политическая теория Шмитта может рассматриваться и как конструирование политического мифа, а не как научные изыскания.
Обширное творческое наследие Шмитта хранится в отделении Рейнланд Архива земли Северный Рейн-Вестфалия и в настоящее время является основой многочисленных изданий.
В настоящее время Шмитта осуждают за симпатии к национал-социализму, относя его к «ужасным юристам», поддерживавшим нацистскую Германию, а также рассматривают как спорного теоретика и противника либеральной демократии, предлагавшего довольно радикальные ответы на фундаментальные вопросы политической теории, но при этом высоко оценивают как «классика политической мысли» и, не в последнюю очередь, из-за оказанного им влияния на формирование государственного права и правовой науки современной Германии.
На Шмитта как мыслителя оказали влияние такие политические философы и государственные деятели, как Томас Гоббс, Никколо Макиавелли, Аристотель, Жан-Жак Руссо, Хуан Доносо Кортес, включая современников Жоржа Сореля и Вильфредо Парето.
Творчество Шмитта привлекало внимание многочисленных философов и политических теоретиков, в том числе Вальтера Беньямина, Лео Штрауса, Юргена Хабермаса, Фридриха Хайека, Жака Деррида, Ханны Арендт, Джорджо Агамбена, Антонио Негри, Славоя Жижека и многих других.

## Сочинения
- Шмитт К. Глоссарий (фрагменты) // Социологическое обозрение. 2010. Т. 9. № 1; 2011. Т. 10. № 1-3; 2013. T. 11. № 3; 2013. Т. 12. № 2.
- Шмитт К. Море против земли Архивная копия от 27 сентября 2007 на Wayback Machine DOC-файл
- Шмитт К. Новый номос Земли Архивная копия от 30 сентября 2007 на Wayback Machine / Перевод с немецкого Ю. Ю. Коринца.
- Шмитт К. Политическая теология Архивная копия от 1 ноября 2019 на Wayback Machine. — М:. Канон-Пресс-Ц, 2000. — 336 стр.
- Шмитт К. Понятие политического // Вопросы социологии. — 1992. — № 1. — С. 35—67. RAR-архив Архивная копия от 4 марта 2016 на Wayback Machine
- Шмитт К. Планетарная напряженность между Востоком и Западом и противостояние Земли и Моря. // Элементы. — № 8. — М., 2000.
- Шмитт К. Теория партизана: Промежуточное замечание по поводу понятия политического / Пер. с немецкого Ю. Ю. Коринца. — М.: Праксис, 2007. — 304 с. ISBN 978-5-901574-66-9
- Шмитт К. Политический романтизм / Пер. с нем. Ю. Коринца. М.: Праксис, 2006.
- Шмитт К. Диктатура: от истоков современной идеи суверенитета до пролетарской классовой борьбы / Пер. с нем. Ю. Ю. Коринца; под ред. Д. В. Скляднева. — СПб.: Наука, 2006. — (Слово о сущем; т. 56) ISBN 5-02-026895-X
- Шмитт К. Левиафан в учении о государстве Томаса Гоббса. М. Владимир Даль, 2006.
- Шмитт К. Номос Земли. — М.: Владимир Даль, 2008. — 672 с. ISBN 978-5-93615-086-9
- Шмитт К. Государство и политическая форма. — М.: Издательский дом Государственного университета — Высшей школы экономики, 2010. — 272 с. ISBN 978-5-7598-0741-4
- Шмитт К. Глоссарий. Кн. 1.  (недоступная ссылка с 20-05-2013 [4440 дней] — история, копия) // Социологическое обозрение. Том 9. № 1. 2010. С. 75—78.
- Шмитт К. Беседа о власти и доступе к властителю (радиоэссе, 1954; Клетт-Котта, 2-е издание, 2012)
- Шмитт К. Тирания ценностей (1960; Дункер унд Хумблот Ферлаг, 3-е издание, 2011)
- Шмитт К. Вопросы легальности Архивная копия от 20 мая 2021 на Wayback Machine